# ATV Extra
Az ATV Extra az ATV Zrt. másodlagos hírcsatornája, amely az anyaadó internetes katalógusát, illetve élő közvetítéseit adja le. Az ATV társcsatornája.
A csatorna reklámidejét az Atmedia értékesíti.

## Története
Az ATV vezérigazgatója 2018. augusztus 17-én jelentette be a Hetek c. lapnak adott interjúja alapján, hogy a társasága egy új szórakoztató csatornát indít. Az ATV Spirit sugárzási engedélye csak Magyarország területére szól, földi antennás, kábeles és műholdas disztribúcióval, IPTV használatával is. Napi 24 órában sugároz majd. A programkínálat 100%-ban megvásárolt tartalmakból áll ''majd'', széles kategóriakínálattal: gyermek, humor, sorozat, film, dokumentum, valóságműsor ''(úgynevezett: reality show)'', valóságműsor dokumentummal ''(úgynevezett: doku-reality show)'' kert és barkácsolás, zene, talkshow, gameshow, sport, telenovella, életmód, gasztro. Az ATV Spirit induló költségvetése ''(vissza nem térítendő támogatással)'': 1,90 millió forint, melyet többek közt a reklámbevételeiből finanszírozzák majd azonnali időpontokban.
Az új adóval az ATV a fiatalok felé szeretne nyitni, a csatorna programján szórakoztató műsorok és sorozatok kapnának helyet, míg a jelenlegi ATV hírcsatorna lenne, így az állami M1-hez, a Hír TV-hez vagy az Echo TV-hez hasonlóan szinte kizárólag hírekkel foglalkozna, A csatorna elsőként a Magyar Telekom kínálatában vált elérhetővé a DTX helyén. De a PR-Telecom, a Vidanet a Vodafone-UPC és a Digi kábeles kínálatában is elérhetővé vált 2019 januárja folyamán. 2024. április 2-tól a Digi műholdas kínálatában is elérhető. Jelenleg a Yettel TV kivételével az összes jelentős elérhetőségű szolgáltató kínálatában megtalálható.
2020 októberében az ATV Csoport vezérigazgatója cáfolta, hogy profiltiszta sorozatcsatornává alakítanák a csatornát.
2021. január 31-től a Direct One (korábban UPC Direct) kínálatába is bekerült, melyet 2020. december 29-én jelentettek be.

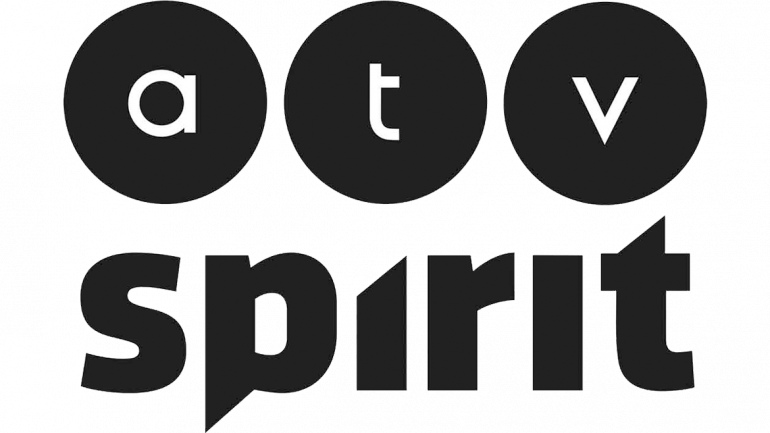
A csatorna logója ATV Spiritként (2019-2025)

2025. május 1-én hajnali 5 órától a csatorna ATV Extra néven folytatja új arculattal. Az átnevezést azzal indokolták, hogy az ATV Spiriten is egyre kevesebb szórakoztató műsort adtak le és itt is előtérbe került a közélet és a politika, ezáltal a csatorna elvesztette eddigi általános szórakoztató jellegét.

## Műsorkínálat

### Az ATV Extra jelenleg futó műsorai
A magyar műsorok félkövérrel vannak szedve.
| Műsor címe                             | Téma                                                                               | Korhatár                                   |
| -------------------------------------- | ---------------------------------------------------------------------------------- | ------------------------------------------ |
| ATV Híradó Extra                       | A nap legfontosabb híreinek elemzése                                               | Korhatár nélkül megtekinthető              |
| ATV Klasszik                           | Az ATV legsikeresebb műsorainak archív válogatása                                  | Tizenkét éven aluliak számára nem ajánlott |
| Fórum Extra                            | Élő politikai kibeszélőműsor                                                       | Korhatár nélkül megtekinthető              |
| Kőbánya híradó                         | Kőbánya regionális híreinek elemzése                                               | Korhatár nélkül megtekinthető              |
| Esti Frizbi Hajdú Péterrel             | Hajdú Péter önálló talkshow-műsora a sztárvendégekkel                              | Tizenkét éven aluliak számára nem ajánlott |
| Henrik angyalai                        | Közéleti talk-show Havas Henrikkel                                                 | Korhatár nélkül megtekinthető              |
| Parlament Live                         | Parlamenti közvetítések                                                            | Korhatár nélkül megtekinthető              |
| Magyar Infó                            | Magyar Péter rendszeres sajtótájékoztatója                                         | Korhatár nélkül megtekinthető              |
| Kormányinfó                            | A magyar kormány rendszeres sajtótájékoztatója                                     | Korhatár nélkül megtekinthető              |
| Lázár Infó                             | Lázár János építési és közlekedési miniszter lakossági fórumainak élő közvetitései | Korhatár nélkül megtekinthető              |
| Budapest Dönt! — Fókuszban a városháza | Közvetítések a fővárosháza testületi gyűléseiről                                   | Korhatár nélkül megtekinthető              |
| Doktrina                               | Az ATV külpolitikai magazinműsora Yaro Patrice műsorvezetésében                    | Korhatár nélkül megtekinthető              |
| Jakupcsek Plusz                        | Jakupcsek Gabriella önálló talkshow-műsora                                         | Tizenkét éven aluliak számára nem ajánlott |
| #Bochkor                               | Bochkor Gábor önálló talkshow-műsora                                               | Tizenkét éven aluliak számára nem ajánlott |
| Mondd el Tatár Csillának!              | Tatár Csilla önálló talkshow-műsora                                                | Tizenkét éven aluliak számára nem ajánlott |
| Sorok között Lutter Imrével            | Lutter Imre önálló talkshow-műsora                                                 | Tizenkét éven aluliak számára nem ajánlott |
| A magyar űrhajós                       | Novák András dokumentumfilmje.                                                     | Korhatár nélkül megtekinthető              |
| KrizShow                               | Krizsó Szilvia önálló talkshow-műsora                                              | Korhatár nélkül megtekinthető              |
| Heti Napló Sváby Andrással             | Sváby András önálló heti műsora                                                    | Tizenkét éven aluliak számára nem ajánlott |
| Húzós                                  | Rónai Egon exkluzív portré műsora                                                  | Korhatár nélkül megtekinthető              |
| Hit és élet                            | Hitéleti magazinműsor                                                              | Korhatár nélkül megtekinthető              |
| A doktor                               | Lóth Kati egészségügyi magazinja                                                   | Korhatár nélkül megtekinthető              |
| 120 év! – Rövidre vágva                | Rónai Egon beszélgetése az esti alkotásról                                         | Korhatár nélkül megtekinthető              |
| Ostrom Tarjányi Péterrel               | Tarjányi Péter biztonságpolitikai műsora                                           | Korhatár nélkül megtekinthető              |
| Letöltendő – Túl az igazságon          | Krimiológiai magazinműsor                                                          | Tizenhat éven aluliak számára nem ajánlott |
| Generátor                              | Az ATV Extra és Spirit FM energetikai tudományos magazinműsora                     | Korhatár nélkül megtekinthető              |
| Aktuál                                 | Az ATV hír- és háttérműsora                                                        | Korhatár nélkül megtekinthető              |
| Vidám vasárnap                         | A Hit Gyülekezete interaktív istentisztelete                                       | Korhatár nélkül megtekinthető              |
| Televíziós vásárlási műsorablak        | Különféle termékek bemutatása és reklámozása                                       | Korhatár nélkül megtekinthető              |
| AradiVarga Show                        | Stand-up hétvégi műsor                                                             | Tizenkét éven aluliak számára nem ajánlott |
| Hazahúzó                               | Hazai üdülési és szabadidős lehetőségek bemutatása                                 | Korhatár nélkül megtekinthető              |
| Magyarország építészete                | Építészeti magazinműsor                                                            | Korhatár nélkül megtekinthető              |
| Fő az egészség!                        | Egészségügyi és életmódi magazinműsor                                              | Korhatár nélkül megtekinthető              |
| Civil a pályán!                        | Négy vendég, hét aktuális téma. Sírjunk vagy nevessünk?                            | Korhatár nélkül megtekinthető              |
| Kultúrtipp                             | Az ATV programajánló műsora                                                        | Korhatár nélkül megtekinthető              |
| Editor                                 | Háttérmagazin a szerkesztőkről és újságírókról                                     | Tizenkét éven aluliak számára nem ajánlott |
| Egyenes beszéd                         | Az ATV háttérműsora                                                                | Korhatár nélkül megtekinthető              |
| Dumakabaré                             | Az ATV kabaréműsora                                                                | Tizenkét éven aluliak számára nem ajánlott |
| Sas kabaré                             | Zenés közéleti kabaré                                                              | Tizenkét éven aluliak számára nem ajánlott |
| 700-as klub                            | Amerikai közéleti magazin                                                          | Tizenkét éven aluliak számára nem ajánlott |
| Europeo                                | A Deutsche Welle hírmagazinja                                                      | Tizenkét éven aluliak számára nem ajánlott |
| Napfényes falunk                       | Cseh vígjátéksorozat                                                               | Tizenkét éven aluliak számára nem ajánlott |
| Superbook                              | Bibliai amerikai rajzfilmsorozat                                                   | Hat éven aluliak számára nem ajánlott      |

### Alkalmi filmek
| Cím        | Leírás              | Korhatár                                   |
| ---------- | ------------------- | ------------------------------------------ |
| Szuperbojz | Magyar vígjátékfilm | Tizenkét éven aluliak számára nem ajánlott |

### Az ATV Spiriten korábban futott műsorok
A magyar műsorok félkövérrel vannak szedve.
| Műsor címe               | Téma                                    | Korhatár                                     |
| ------------------------ | --------------------------------------- | -------------------------------------------- |
| Fogjuk a hasunkat        | Nádas György műsora                     | Korhatár nélkül megtekinthető                |
| Tabu                     | Havas Henrik történelmi talkshow-műsora | Korhatár nélkül megtekinthető                |
| Columbo                  | Amerikai krimisorozat                   | Tizenkét éven aluliak számára nem ajánlott   |
| Magnum                   | Amerikai krimisorozat                   | Tizenkét éven aluliak számára nem ajánlott   |
| Six                      | Amerikai krimisorozat                   | Tizennyolc éven aluliak számára nem ajánlott |
| Superbook                | Bibliai amerikai rajzfilmsorozat        | Hat éven aluliak számára nem ajánlott        |
| Kártyavár                | Amerikai politikai drámasorozat         | Tizenhat éven aluliak számára nem ajánlott   |
| Lisa csak egy van        | Német dramedy sorozat                   | Tizenkét éven aluliak számára nem ajánlott   |
| Házasság korhatár nélkül | Kínai vígjátéksorozat                   | Tizenkét éven aluliak számára nem ajánlott   |